# Ньюберрі (Мічиган)
Ньюберрі (англ. Newberry) — селище (англ. village) в США, в окрузі Люс штату Мічиган. Населення — 1446 осіб (2020).

## Географія
Ньюберрі розташоване за координатами 46°21′14″ пн. ш. 85°30′35″ зх. д. / 46.35389° пн. ш. 85.50972° зх. д. (46.353821, -85.509804).  За даними Бюро перепису населення США в 2010 році селище мало площу 2,54 км², уся площа — суходіл.

## Демографія
Згідно з переписом 2010 року, у селищі мешкало 1519 осіб у 652 домогосподарствах у складі 380 родин. Густота населення становила 598 осіб/км².  Було 796 помешкань (313/км²).
Расовий склад населення:
| - 89,3 % — білих - 6,3 % — корінних американців - 0,4 % — чорних або афроамериканців - 0,3 % — азіатів - 0,1 % — вихідців з тихоокеанських островів |

До двох чи більше рас належало 3,6 %. Частка іспаномовних становила 2,8 % від усіх жителів.
За віковим діапазоном населення розподілялося таким чином: 25,9 % — особи молодші 18 років, 54,3 % — особи у віці 18—64 років, 19,8 % — особи у віці 65 років та старші. Медіана віку мешканця становила 41,1 року. На 100 осіб жіночої статі у селищі припадало 91,8 чоловіків;  на 100 жінок у віці від 18 років та старших — 87,5 чоловіків також старших 18 років.
Середній дохід на одне домашнє господарство  становив 42 719 доларів США (медіана — 32 000), а середній дохід на одну сім'ю — 48 326 доларів (медіана — 39 886). За межею бідності перебувало 27,1 % осіб, у тому числі 42,0 % дітей у віці до 18 років та 4,8 % осіб у віці 65 років та старших.
Цивільне працевлаштоване населення становило 644 особи. Основні галузі зайнятості: освіта, охорона здоров'я та соціальна допомога — 23,0 %, публічна адміністрація — 18,9 %, роздрібна торгівля — 16,9 %.